# Il suffit d'écouter les femmes
Il suffit d'écouter les femmes est une vaste collecte d'entretiens patrimoniaux réalisée par l'INA sur l'avortement clandestin à l'occasion du cinquantenaire de la loi Veil. Elle s'inscrit dans la politique de production des « archives de demain » menée par l'INA.
La collecte est proposée en 2022 par Isabelle Foucrier (productrice à l'INA), coordonnée scientifiquement par l'historienne Bibia Pavard et éditorialement par Ève Minault. Les témoignages sont recueillis pendant deux ans et demi à la suite d'un appel à témoins national auquel 400 personnes ont répondu, pour 79 témoignages finalement recueillis et mis en ligne sur le site de l'INA. Parmi les témoins, très largement des personnes ordinaires, figurent Annie Ernaux et Christiane Taubira. L'équipe scientifique souhaitait compléter les témoignages des militants et militantes de l'époque centrés sur la lutte en faveur de la légalisation, témoignages largement disponibles dans les archives. Selon Bibia Pavard, la collecte a cherché à recueillir une diversité d'expériences d'une façon qui ne soit uniquement centrée sur Paris ou sur une unique classe d'âge, mais peine à faire émerger de façon significative les témoignages de femmes ouvrières, des femmes immigrées et des femmes des territoires d'outre-mer, malgré d'importants efforts menés en ce sens.
À cette collecte de témoignages sont associés plusieurs projets éditoriaux, notamment un documentaire du même nom réalisé par Sonia Gonzalez et diffusé sur France 5 le 14 janvier 2025, un podcast réalisé par Julie Auzou et un ouvrage mis en récit par Léa Veinstein.